# Börje Skarstedt
Börje Sixten Skarstedt, född 24 juni 1908 i Helsingborg, Malmöhus län, död där 10 januari 1985, var en svensk kommunalpolitiker (socialdemokrat). Han var ordförande för Helsingborgs stadsfullmäktige under perioden 1955 till 1960. Han var även ordförande för stadens drätselkammare från 1960 fram till kommunsammanslagningen 1971 och därefter ordförande för Helsingborgs kommunstyrelse fram till 1973. Mellan 1961 och 1971 var han även stadsdirektör i Helsingborgs stad som ordförande för stadskollegiet.

## Biografi
Skarstedt föddes i Helsingborg som son till muraren Carl Peter Skarstedt och Beata, född Nilsson. Han gick i faderns fotspår och var verksam som murare åren 1923 till 1936. Från 1937 var han ordförande för Svenska murareförbundets avdelning 6. Han valdes in i Helsingborgs stadsfullmäktige för Socialdemokraterna 1943 och redan året därefter blev han ledamot av drätselkammaren. Han utsågs 1946 till det nybildade kommunala bostadsbolaget Helsingborgshems förste verkställande direktör. År 1950 blev han drätselkammarens andre vice ordförande under ordförande Karl Pettersson (socialdemokrat), men lämnade uppdraget för att bli vice ordförande i stadsfullmäktige den 15 maj 1951. Från och med 1952 var han fullmäktiges andre vice ordförande och var det fram till 1955, då han efterträdde Anders Persson (socialdemokrat) som stadsfullmäktiges ordförande.
Arbetsbördan för drätselkammaren var vid denna tid mycket stor. Då en ny kommunallag som gav större städer möjligheten att dela på drätselkammarens uppgifter började gälla från 1955 inrättades från 1956 ett nytt organ i Helsingborg: stadskollegiet. Detta fungerade som kommunens styrelse och organ för beredning, översyn och samordning. Skarstedt utsågs som ordförande med titeln stadsdirektör, senare kommunalråd. Då detta var ett heltidsuppdrag kom han därför att avgå som VD för Helsingborgshem, men satt även i fortsättningen i dess styrelse och blev styrelseordförande 1957. Han fortsatte även som stadsfullmäktiges ordförande fram till och med 1960. Från den 20 juni 1961 var han istället drätselkammarens ordförande. Han var under denna period både stadsdirektör, kollegieråd inom finansfrågor och ordförande i stadskollegiet, både som ordförande i drätselkammaren och som ledamot av stadsfullmäktige.
När frågan om en kommunsammanslagning mellan Helsingborgs stad och de omkringliggande landskommunerna Kattarp, Mörarp, Vallåkra och Ödåkra blev aktuell på 1960-talet skapades 1965 en samarbetsnämnd med medlemmar från alla fem kommuner för att behandla frågan. Skarstedt blev nämndens ordförande. Sammanslagningen genomfördes från och med den 1 januari 1971 och i och med detta upphörde både drätselkammaren och stadskollegiet i Helsingborgs stad och ersattes av en kommunstyrelse. Skarstedt utsågs också till den nya kommunens första ordförande för kommunstyrelsen. Han innehade ämbetet fram till valet 1973, då han avgick och ersattes av William Björk.
Börje Skarstedt avled 1985 och har en gravplats vid Helsingborgs krematorium.